# 許金川
許金川（1948年—），稱號「台灣阿甘（肝）」，台灣屏東東港人，台灣知名肝膽腸胃科醫師，現任肝病防治學術基金會、全民健康基金會、好心肝基金會董事長，臺灣大學內科名譽教授，臺大醫院特聘兼任主治醫師。

## 生平
許金川出生於屏東縣東港鎮，台南一中畢業後，就讀臺灣大學醫學系。1974年，擔任臺大醫院內科住院醫師，在住院醫師訓練期間，許金川將原先用於婦產科診療的超音波技術，引入內科進行肝腫瘤檢查，大幅提升小型肝癌（3公分以下）的診斷能力，為台灣肝臟超音波治療先驅。
1994年，在許金川及其恩師宋瑞樓教授的主導下，永豐餘集團何壽川與東帝士集團陳由豪各捐助500萬新台幣，成立「財團法人肝病防治學術基金會」（肝基會），為台灣第一個最具規模從事肝病防治所籌組的非營利組織。肝基會透過各種管道大力宣導肝病防治，並巡迴台灣各地進行免費肝病防治講座及肝病篩檢，各類肝病防治講座已舉辦超過1000場，保肝篩檢超過800場，總服務人數超過70萬人次以上，篩檢距離可繞行台灣382圈。
2006年，許金川等醫界人士及一群社會賢達，成立「全民健康基金會」，結合社會大眾的愛心力量，宣導疾病防治、促進全民健康及鼓勵醫學研究等，以促進全民健康為目標。
2012年，在李姓善心人士的愛心捐助下，成立「以病人為中心，不以營利為目的」的「好心肝診所」，隸屬於非營利好心肝基金會。
2021年，許金川向企業募款，與臺灣大學發起「好心肝基金會愛心回饋臺大教職員健檢專案」，連續4年幫約3600位臺大教職員免費做健康檢查。

## 爭議
2021年6月，台灣爆發嚴重特殊傳染性肺炎疫情，中央緊急配送疫苗至各地方政府。由於疫苗有限，中央明令此批疫苗供醫護人員等前三類人員優先接種。6月1日，好心肝診所接獲台北市衛生局公文來函詢問是否有意願成為COVID-19疫苗接種的醫療機構。6月2日好心肝診所派員親自遞交新冠疫苗接種機構的同意文件。許金川獲知國內醫學中心的志工大多已完成新冠疫苗施打，好心肝診所有數百位志工及姐妹基金會肝病防治學術基金會長年從事免費肝病篩檢，也有數千位以上志工，因此在獲得臺北市政府主動通知可以為志工施打疫苗後，就積極聯繫志工，在當天領取疫苗後，並依臺北市政府要求當天完成施打新冠疫苗。
然而許金川所主導的「好心肝診所」卻被揭發自台北市政府取得115瓶AZ疫苗，提供1100名非優先接種人員注射。該診所在第一時間宣稱施打的是肺炎鏈球菌疫苗，後來才承認為AZ疫苗後，稱接種是「醫院志工」共1113人。好心肝診所由於違反《傳染病防治法》第29條，遭開罰200萬新台幣，台北市長柯文哲也於6月9日坦承管控疏失。由於許金川為柯文哲在台大醫院期間的師長，因此許金川也遭到輿論質疑是否透過私人關係取得疫苗。臺北市議員簡舒培則拿出臺北市政府衛生局群組內的對話截圖，指控許金川透過臺北市副市長黃珊珊指示違規先發疫苗。好心肝負責人許金川因此遭檢調約談，台北地檢署檢察官調閱衛福部、北市衛生局及政風單位調查報告，最終於2022年8月26日全案以無罪簽結。
疫苗事件獲不起訴處分，許金川指「皇后的貞操一旦被懷疑，用什麼代價都彌補不回來」，醫療奉獻獎幫忙修復創傷後的心理疙瘩。

## 經歷

### 現職
- 台灣大學醫學院名譽教授
- 台灣大學特聘兼任主治醫師
- 財團法人肝病防治學術基金會董事長[21]
- 財團法人全民健康基金會董事長
- 醫療財團法人好心肝基金會董事長

### 經歷
- 台灣大學醫學院內科教授
- 肝病防治學術基金會執行長
- 台大醫院內科部肝膽腸胃科主任
- 台大醫院內科主治醫師

### 榮譽
- 武見太郎醫學獎(1984)
- 宋瑞樓教授學術基金會優秀論文獎(1986)
- 國科會傑出研究獎(1988，1993)
- 中華民國癌症醫學會癌症研究傑出獎(1998)
- 中華民國第一屆國家公益獎(1999)
- 台南一中傑出校友獎 （页面存档备份，存于）(2001)
- 國立台灣大學傑出校友獎[22][23](2017)
- 蔡萬才台灣貢獻獎[24][25][26]
- 醫療奉獻獎(肝病防治學術基金會團體獎)[27](2017)
- 衛生福利部專業獎章(2018)
- 吳尊賢愛心獎(公益服務獎)[28](2019)
- 堉璘台灣奉獻獎(肝病防治學術基金會)[29][30](2022)
- 醫療奉獻獎(個人獎)[31](2022)

### 著作
- 《好心救好肝：肝病權威許金川教授在談笑之中教你正確保肝知識》
- 《我的學思歷程12：視病猶親的保肝仁醫》(P180-209)
- 《爆笑不報肝-輕鬆掌握保肝知識》
- 《遠離肝苦很簡單》
- 《愛肝加油站Q&A126》
- 《名人抗肝病》(陳紅旭．李美惠執筆，許金川教授導讀)
- 《戰勝肝癌》(肝病基金會編輯小組編纂，台大醫學院許金川教授導讀)

## 外部連結
- 好心肝·好健康的Facebook專頁
- YouTube上的好心肝·好健康頻道